# バニラ (ソフトウェア)
バニラ（英語：Vanilla）とは、コンピュータソフトウェア、まれにコンピュータのハードウェアまたはアルゴリズムなどで、改変・改修・カスタマイズなどが一切行われていない、提供された状態のまま（原型を留めたままの状態）を指す。
バニラという表現は、業界でもデ・ファクト・スタンダードとして標準的に企業や個人で広く利用されている。語源は、アイスクリームの標準的な風味であるバニラ味からきている。エリック・レイモンドのジャーゴンファイルによると、バニラは "default" （デフォルト）よりは "ordinary" （普通の・平凡な）の意に近いとしている。

## バニラの使用例
- 最も古い利用例の1つに、IBMのメインフレームのテキスト出版システムである "BookMaster" において、出版する書籍を指定する際のデフォルト設定を「バニラ」、好みに沿った出力設定を「モカ」と呼んでいた[4]。
- バニラという表現はまれにハードウェア部品でも使われる。例えば、1990年代のアップグレードされていないAmiga（ホームコンピュータ）を（プレーンの）バニラと呼んでおり[5]、後に周辺のPC部品にも同様に使われるようになった[6]。
- UNIXに基づくカーネルでの「バニラ・カーネル」とは、第三者による修正・変更のないカーネルを指す。例えば、Linuxカーネルのバニラはしばしば大きく改造され、Linuxディストリビューションごとに「風味」が違うものが存在する[7][8]。
- PCゲームにおけるバニラは、ユーザーによるゲームバランスを改変するMODが適用されていないものを指す。グラフィックMODなどゲームバランスに影響しないMODのみを入れた場合は、MODを適用していてもバニラと同様に扱われることも多い。
- Charles Winborneは、彼の書籍 "End of Ignorance" において「添付ファイルへのリンクのみの、ただのテキスト・ファイル」を「プレーン・バニラ・ウェブページ」と呼んでいる[9]。